# Hódság község
Hódság község (szerbül Општина Оџаци / Opština Odžaci) egy vajdasági község a Nyugat-bácskai körzetben. A község központja Hódság. Lakossága 2002-ben 35 582 fő volt.

## Elhelyezkedése
Bácska nyugati részén fekszik. Nyugatról a Duna és Horvátország, északon Apatin község és Zombor község, keleten Kúla község és Verbász község, délkeleten Palánka község, délen pedig Bács község határolja.

## A község települései
| \| Horváto. Apatin község Zombor község Kúla község V. Palán- ka község Bács község HÓDSÁG Szilberek Rácmilitics Szentfülöp Gombos Liliomos Bácsordas Dernye Paripás \| \| térkép szerkesztése \| |                    |                   |                 |
| Magyar név | Szerb név (cirill) | Szerb név (latin) | Népesség (2002) |
| Bácsordas | Каравуково         | Karavukovo        | 4991            |
| Dernye | Дероње             | Deronje           | 2847            |
| Gombos | Богојево           | Bogojevo          | 2120            |
| Hódság | Оџаци              | Odžaci            | 9940            |
| Liliomos | Лалић              | Lalić             | 1646            |
| Paripás | Ратково            | Ratkovo           | 4118            |
| Rácmilitics | Српски Милетић     | Srpski Miletić    | 3538            |
| Szentfülöp | Бачки Грачац       | Bački Gračac      | 2913            |
| Szilberek | Бачки Брестовац    | Bački Brestovac   | 3469            |
| Horváto. Apatin község Zombor község Kúla község V. Palán- ka község Bács község HÓDSÁG Szilberek Rácmilitics Szentfülöp Gombos Liliomos Bácsordas Dernye Paripás                                 |                    |                   |                 |
| térkép szerkesztése |                    |                   |                 |

## Népesség
A község lakossága 2002-ben 35 582 fő volt, etnikai összetétel szerint: szerb 82,84%, magyar 4,41%, szlovák 2,81%, cigány 2,35%. Az összes település szerb többségű, kivéve Gombost, amely magyar többségű, és Liliomost, amely relatív szlovák többségű.

## Külső hivatkozások
- A község hivatalos honlapja

1. ↑  2022 Serbia Census